# Przędzenie

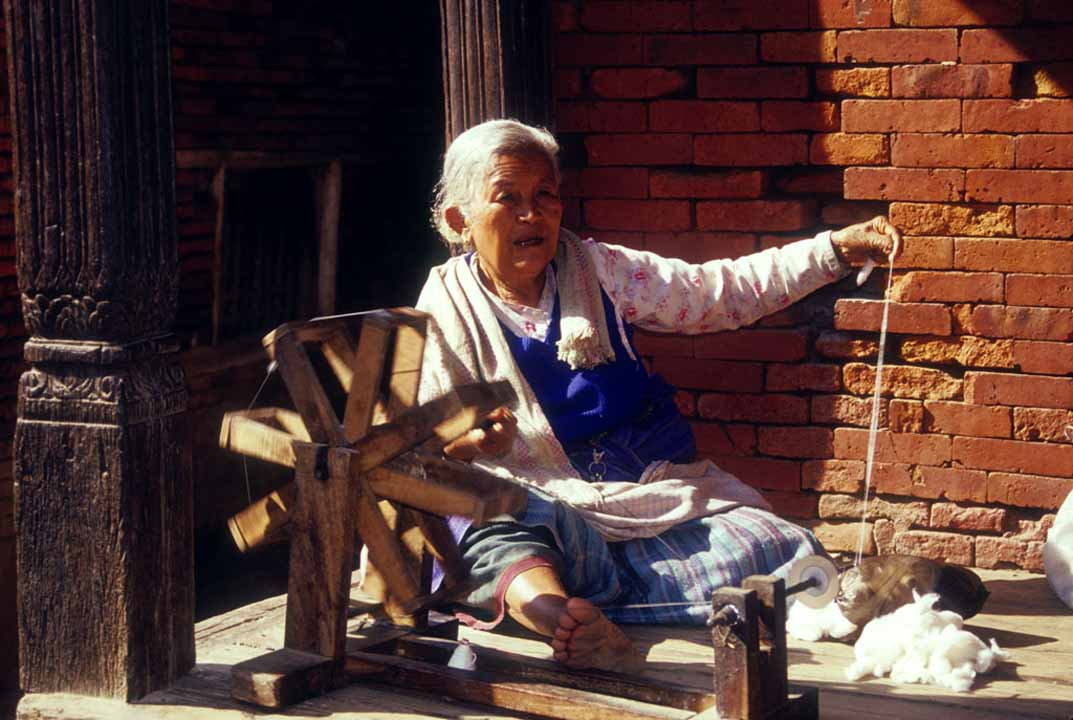
Ręczny proces przędzenia z użyciem kołowrotka

Pierwsza przędzarka Jenny

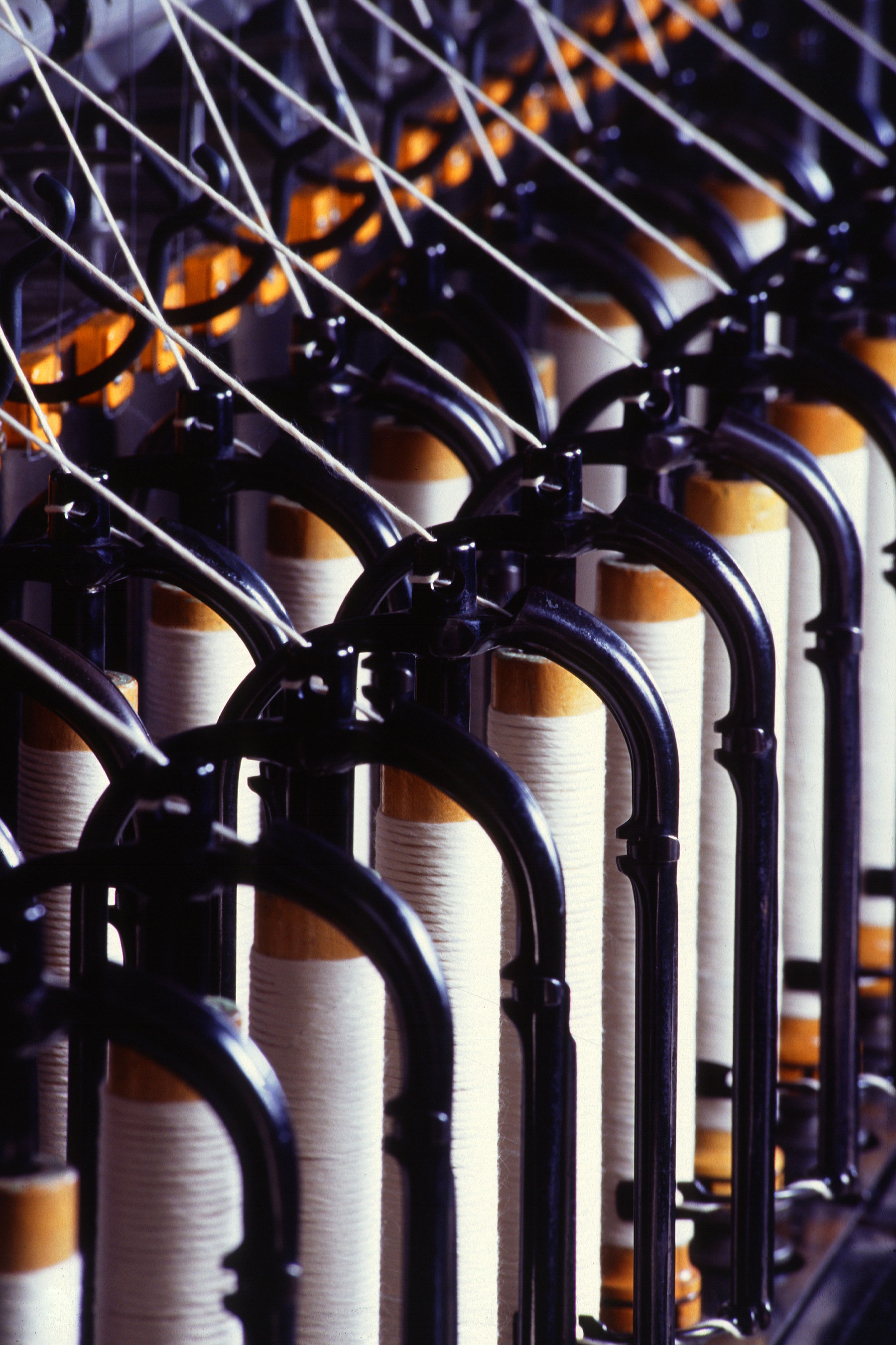
Niedoprzędzarka skrzydełkowa

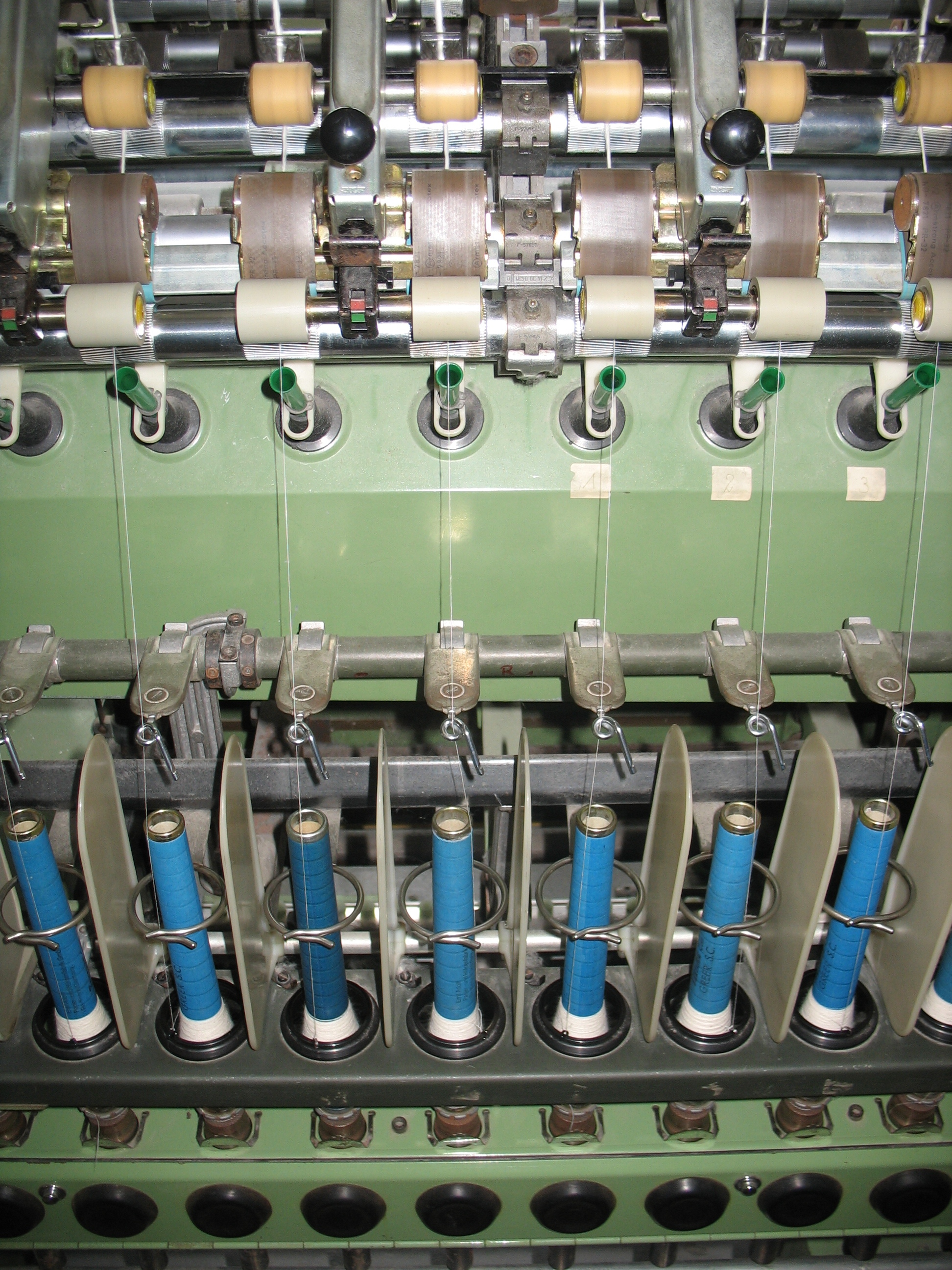
Przędzarka obrączkowa

Przędzenie – ogół operacji wykonywanych na włóknie, prowadzących do utworzenia przędzy. Przędzenie może być wykonywane ręcznie (w rzemiośle lub wytwórstwie ludowym, przy użyciu prostych urządzeń: kądziel, wrzeciono, kołowrotek) lub mechanicznie.
Przemysłowe (mechaniczne) wytwarzanie przędzy, niezależnie od rodzaju włókien, wykonywane jest w dziale przędzalni i przebiega wieloetapowo:
1. Przygotowanie
  - mechaniczne oczyszczenie i równoległe ułożenie włókien – czesanie lub zgrzeblenie;
  - formowanie równomiernego strumienia włókien – taśmy;
  - poprawienie stopnia równomierności taśmy – składanie kilku taśm i wielokrotne rozciąganie;
  - przędzenie wstępne – dalsze rozciąganie taśmy włókien i nadanie jej niewielkiego skrętu – niedoprzęd.
2. Przędzenie właściwe
  - przędzenie właściwe – dalsze rozciąganie strumienia włókien i nadanie ostatecznego skrętu – przędza;
  - wykończenie przędzy – suszenie, przewijanie, bielenie, farbowanie, nitkowanie (skręcanie).

## Proces przygotowania
Przygotowanie do przędzenia polega na oczyszczeniu włókien i uformowaniu taśmy. Taśma to wstęga (strumień) równoległych, równomiernie ułożonych włókien, o szerokości kilku cm i długości kilkuset metrów. Sposób tworzenia taśmy jest zależny od długości włókna i odbywa się w następujący sposób:
1. włókno długie jest poddawane czesaniu, podczas którego usuwane są zanieczyszczenia mechaniczne, a pojedyncze włókna zostają ułożone równolegle do siebie. Z tak przygotowanego włókna tworzona jest taśma, a z niej tworzone są wysokiej jakości przędze czesankowe. Maszyny stosowane na tym etapie to:
  - czesarka,
  - nakładarka,
  - łączniarka,
  - rozciągarka.
2. włókno krótkie jest poddawane zgrzebleniu (zgrzeblenie wełny nazywa się gręplowaniem), w wyniku którego powstaje runo, w którym włókna są ułożone równolegle, a następnie z powstałego runa formowana jest taśma. Z tak przygotowanej taśmy produkuje się przędze zgrzebne. Stosowane maszyny to:
  - zgrzeblarka (w przetwórstwie wełny gręplarka),
  - łączniarka,
  - rozciągarka.

Łączniarka taśm ma na celu zmniejszenie nierównomierności wytworzonych taśm. Rozciągarka pocienia (zwiększa cienkość) taśmy, ułatwiając tworzenie niedoprzędu.
Ostatnim etapem przygotowania do przędzenia właściwego jest tworzenie niedoprzędu. Niedoprzęd to bardzo mocno rozciągnięta, pocieniona i lekko skręcona tasiemka włókien. Maszyną stosowaną w tym procesie jest niedoprzędzarka.

## Przędzenie właściwe
Niezależnie od tego, czy produktem jest włókno długie (czesane) czy krótkie (zgrzebne), proces przędzenia właściwego przebiega podobnie. Polega on na dalszym rozciąganiu tasiemki włókien i nadaniu jej właściwego skrętu. Przędzenie włókien łykowych może odbywać się na sucho lub na mokro. Stosowane na tym etapie maszyny to przędzarki:
- obrączkowe – elementy skręcające to wrzeciono i otaczająca je obrączka z biegaczem, stosowane najczęściej w przędzalnictwie mokroprzędnym;
- bezwrzecionowe – przędza tworzona jest przez wkręcanie wirujących włókien w koniec przędzy w wirze stacjonarnym. Proces wspomagany jest hydraulicznie, pneumatycznie lub elektrostatycznie. Jest to polski patent. Wydajność tych maszyn jest kilkakrotnie większa niż przędzarek wrzecionowych lub obrączkowych. Skraca się też czas tworzenia przędzy przez wyeliminowanie procesu suszenia.

Jeśli proces przędzenia odbywa się na mokro (stosowany w przędzalnictwie lnu), to tasiemka niedoprzędu zanurzana jest w korycie z wodą, następnie przechodzi przez zespół wałków rozciągających, zostaje skręcona i nawinięta na tzw. kopkę przędzalniczą. Jest to aluminiowa, stożkowa cewka perforowana. Ponieważ utworzona przędza jest mokra, perforacja ułatwia suszenie przędzy w suszarce.

## Procesy końcowe
Ostatni etap to przewijanie utworzonej przędzy na typowe stożkowe nawoje krzyżowe. Ma to na celu wyeliminowanie błędów, powstałych podczas procesu przędzenia. Podczas przewijania nitka przędzy przechodzi przez cały szereg elementów, które wytwarzają odpowiednie napięcie lub nie przepuszczają zbyt grubych odcinków nitki oraz niewłaściwych węzłów. W miejscach pocienionych lub zgrubionych w trakcie przewijania nitka zrywa się i zmusza obsługującego do usunięcia wadliwego odcinka przędzy oraz związania końców właściwym węzłem tkackim. Do przewijania przędzy surowej wykorzystuje się perforowane lub ażurowe, stożkowe cewki wykonane z PCW. Nawoje krzyżowe nawijane są bardzo luźno, aby ułatwić przenikanie kąpieli bielącej lub barwiącej. W tej postaci przędza jest poddawana procesowi wykończania, np. bielenie czy barwienie lub jest dostarczana do tkalni, gdzie przechodzi procesy przygotowania do tkania, tj. przygotowanie osnowy i wątku.

## Znaczenie mitologiczne
W greckiej mitologii Mojry przędły nić żywota człowieka.